# Oezbekistan op de Olympische Zomerspelen 2000
Oezbekistan nam deel aan de Olympische Zomerspelen 2000 in Sydney, Australië. Het was het tweede olympische optreden van de voormalige Sovjet-republiek als zelfstandige natie.

## Medailleoverzicht
| Sport     | Olympiër                  | Onderdeel              | Medaille |
| --------- | ------------------------- | ---------------------- | -------- |
| Boksen    | Mahammatkodir Abdoollayev | -63,5kg (m)            | Goud     |
| Worstelen | Artur Taymazov            | -130kg vrije stijl (m) | Zilver   |
| Boksen    | Sergey Mihaylov           | -81kg (m)              | Brons    |
| Boksen    | Rustam Saidov             | +91kg (m)              | Brons    |

## Resultaten en deelnemers

### Atletiek
| Olympiër                                                                  | Discipline             | Resultaat | Prestatie |
| ------------------------------------------------------------------------- | ---------------------- | --------- | --- |
| Erkinzhon Isakov                                                          | 400m horden (m)        | 33e       | serie 3: 5de in 50,71 |
| Oleg Juravlyov Konstantin Zhuravlyov Anvar Kuchmuradov Nikolay Yeroshenko | 4x100m (m)             | 38e       | serie 4: 8ste in 41,20 |
| Rustam Khusnutdinov                                                       | verspringen (m)        | 45e       | kwalificatie groep A: 18de met 7,24m |
| Yevgeniy Petin                                                            | hink-stap-springen (m) | 34e       | kwalificatie groep A: 14de met 15,27m |
| Roman Poltoratskiy                                                        | discuswerpen (m)       | 41e       | kwalificatie groep A: 21ste met 47,83m |
| Sergey Voynov                                                             | speerwerpen (m)        | 25e       | kwalificatie groep B: 11de met 75,89m |
| Andrey Abduvaliyev                                                        | kogelslingeren (m)     | 15e       | kwalificatie groep B: 7de met 75,64m |
| Vitaly Khojatelev                                                         | kogelslingeren (m)     | 42e       | kwalificatie groep A: 21ste met 65,04m |
| Victor Ustinov                                                            | kogelslingeren (m)     | 43e       | kwalificatie groep A: 22ste met 60,60m |
| Oleg Veretelnikov                                                         | tienkamp (m)           | DNF       | 100m: 38ste in 12,17 verspringen: niet gestart |
|                                                                           |                        |           | |
| Lyubov Perepelova                                                         | 100m (v)               | 27e       | serie 2: 2de in 11,48 kwartfinale 4: 8ste in 11,59 |
| Lyubov Perepelova                                                         | 200m (v)               | 42e       | serie 4: 5de in 23,83 |
| Lyubov Perepelova                                                         | 400m (v)               | 49e       | serie 8: 5de in 55,40 |
| Yelena Kvyatkovskaya Lyubov Perepelova Lyudmila Dmitriadi Guzel Khubbieva | 4x100m (v)             | 22e       | serie 4: 6de in 45,14 |
| Nataliya Kobina Yelena Piskunova Zamira Amirova Nataliya Senkina          | 4x400m (v)             | 21e       | serie 3: 8ste in 3.43,96 |
| Sofiya Kabanova                                                           | zevenkamp (v)          | 27e       | 100m horden: 30ste in 14,89 hoogspringen: 16de met 1,72m kogelstoten: 24ste met 11,56m 200m: 30ste in 27,27 verspringen: 28ste met 5,22m speerwerpen: 25ste met 36,61m 800m: 22ste in 2.20,11 totaal: 5101 punten |

### Boksen
| Olympiër                | Discipline  | Resultaat | Prestatie |
| ----------------------- | ----------- | --------- | --- |
| Dilshod Yuldashev       | -48kg (m)   | 17e       | 1ste ronde: V van THA Pannon: 16-18 |
| Alisher Rahimov         | -54kg (m)   | 6e        | 1ste ronde: W van KOR Cho: scheidsrechterlijke beslissing 2de ronde: W van ALG Blida: 17-8 kwartfinale: V van RUS Malakhbekov: 10-16                                                                                                 |
| Tulkunbay Turgunov      | -57kg (m)   | 9e        | 1ste ronde: W van UGA Adam: 12-3 2de ronde: V van THA Kamsing: 2-7 |
| Mahammatkodir Abdullaev | -63,5kg (m) | Goud      | 1ste ronde: W van PUR Cotto: 17-7 2de ronde: W van BRA Santos: scheidsrechterlijke beslissing kwartfinale: W van BLR Bykovski: 9-6 halve finale: W van ALG Allalou: scheidsrechterlijke beslissing finale: W van USA Williams: 27-20 |
| Sherzod Husanov         | -67kg (m)   | 9e        | 1ste ronde: W van IRI Moghimi: 15-5 2de ronde: V van MDA Gruşac: 7-13 |
| Dilshod Yarbekov        | -71kg (m)   | 17e       | 1ste ronde: V van GER Ćatić: 6-10 |
| Utkirbek Haydarov       | -75kg (m)   | 17e       | 1ste ronde: V van RUS Gaidarbekov: 10-11 |
| Sergey Mihaylov         | -81kg (m)   | Brons     | 1ste ronde: W van ROU Rîșco: 15-6 2de ronde: W van AZE Ismayilov: 23-18 kwartfinale: W van KAZ Orazaliyev: scheidsrechterlijke beslissing halve finale: V van RUS Lebziak: scheidsrechterlijke beslissing                            |
| Ruslan Chagaev          | -91kg (m)   | 8e        | 1ste ronde: W van UKR Yatsenko: 15-2 2de ronde: V van GEO Tchanturia: 12-18 |
| Sergey Mihaylov         | +91kg (m)   | Brons     | 1ste ronde: W van EGY Samad: 21-8 kwartfinale: W van CAN Binkowski: scheidsrechterlijke beslissing halve finale: V van KAZ Dildabekov: 22-28                                                                                         |

### Gewichtheffen
| Olympiër            | Discipline | Resultaat | Prestatie                                                        |
| ------------------- | ---------- | --------- | ---------------------------------------------------------------- |
| Bakhtiyor Nurullaev | -85kg (m)  | 14e       | trekken: 12de met 160kg stoten: 14de met 192,5kg totaal: 352,5kg |
| Igor Khalilov       | +105kg (m) | 12e       | trekken: 12de met 185kg stoten: 10de met 225kg totaal: 410kg     |

### Gymnastiek
| Olympiër           | Discipline               | Resultaat  | Prestatie                                                        |
| Trampoline         | Trampoline               | Trampoline | Trampoline                                                       |
| ------------------ | ------------------------ | ---------- | ---------------------------------------------------------------- |
| Yekaterina Khilko  | vrouwen                  | 4e         | kwalificatie: 8ste met 61,70 punten finale: 4de met 36,60 punten |
| Turnen             |                          |            |                                                                  |
| Oksana Chusovitina | balk (v)                 | 59e        | kwalificatie: 59ste met 9,150 punten                             |
| Oksana Chusovitina | brug (v)                 | 89e        | kwalificatie: 89ste met 8,450 punten                             |
| Oksana Chusovitina | sprong (v)               | 23e        | kwalificatie: 23ste met 9,370 punten                             |
| Oksana Chusovitina | vloer (v)                | 24e        | kwalificatie: 24ste met 9,475 punten                             |
| Oksana Chusovitina | individuele meerkamp (v) | 45e        | kwalificatie: 45ste met 36,450 punten                            |

### Judo
| Olympiër          | Discipline | Resultaat | Prestatie |
| ----------------- | ---------- | --------- | --- |
| Alisher Mukhtarov | -60kg (m)  | 5e        | 1ste ronde: vrij 2de ronde: W van SEY Labrosse: ippon 3de ronde: W van ALG Rebahi: ippon kwartfinale: W van AZE Ismayilov: ippon halve finale: V van KOR Jung: yuko bronzen finale: V van KGZ Smagulov: ippon |
| Alisher Mukhtarov | -66kg (m)  | 33e       | 1ste ronde: V van MDA Bivol: ippon |
| Andrey Shturbabin | -73kg (m)  | 17e       | 1ste ronde: vrij 2de ronde: W van GEO Revazishvili: ippon 3de ronde: V van LAT Zeļonijs: ippon |
| Farkhod Turayev   | -81kg (m)  | 21e       | 1ste ronde: vrij 2de ronde: V van URU Paseyro: ippon |
| Kamol Muradov     | -90kg (m)  | 21e       | 1ste ronde: V van KOR Yoo: ippon |
| Armen Bagdasarov  | -100kg (m) | 9e        | 1ste ronde: vrij 2de ronde: V van ITA Guido: waza-ari herkansingen: W van TUN Khalki: ippon herkansingen 2: V van BRA Sabino: yuko                                                                            |
| Abdullo Tangriev  | +100kg (m) | 17e       | 1ste ronde: vrij 2de ronde: W van AUS Ball: ippon 3de ronde: V van BEL van Barneveld: ippon |

### Kanovaren
| Olympiër      | Discipline    | Resultaat | Prestatie                                                 |
| ------------- | ------------- | --------- | --------------------------------------------------------- |
| Anton Ryakhov | K-1 500m (m)  | 19e       | serie 3: 6de in 1.42,694 halve finale 3: 8ste in 1.43,292 |
| Anton Ryakhov | K-1 1000m (m) | 19e       | serie 1: 7de in 3.43,718 halve finale 2: 7de in 3.44,109  |

### Schermen
| Olympiër      | Discipline | Resultaat | Prestatie                        |
| ------------- | ---------- | --------- | -------------------------------- |
| Anisa Petrova | degen (v)  | 37e       | 1ste ronde: V van GER Nass: 8-15 |

### Schietsport
| Olympiër          | Discipline                 | Resultaat | Prestatie                                                                         |
| ----------------- | -------------------------- | --------- | --------------------------------------------------------------------------------- |
| Dilshod Mukhtarov | 50m pistool (m)            | 5e        | kwalificatie: 4de met 565 punten (96-94-95-95-92-93) finale: 5de met 662,0 punten |
| Dilshod Mukhtarov | 10m luchtpistool (m)       | 9e        | kwalificatie: 9de met 579 punten (97-96-94-98-96-98)                              |
|                   |                            |           |                                                                                   |
| Alyona Aksyonova  | 10m luchtgeweer (v)        | 20e       | kwalificatie: 20ste met 391 punten (96-98-99-98)                                  |
| Yuliya Shakhova   | 10m luchtgeweer (v)        | 32e       | kwalificatie: 32ste met 389 punten (96-97-99-97)                                  |
| Alyona Aksyonova  | 50m geweer 3 houdingen (v) | 30e       | kwalificatie: 30ste met 567 punten (194-185-188)                                  |
| Yuliya Shakhova   | 50m geweer 3 houdingen (v) | 30e       | kwalificatie: 30ste met 567 punten (192-187-188)                                  |

### Tennis
| Olympiër          | Discipline    | Resultaat | Prestatie                               |
| ----------------- | ------------- | --------- | --------------------------------------- |
| Iroda Tulyaganova | enkelspel (v) | 33e       | 1ste ronde: V van NED Boogert: 2-6, 2-6 |

### Worstelen
| Olympiër           | Discipline  | Resultaat   | Prestatie |
| Vrije stijl        | Vrije stijl | Vrije stijl | Vrije stijl |
| ------------------ | ----------- | ----------- | --- |
| Adkhamjon Achilov  | -54kg (m)   | 8e          | groep 3: 2de V van KAZ Mamyrov: 5-10 W van GER Zeiher: 9-2 |
| Damir Zakhartdinov | -58kg (m)   | 4e          | groep 5: 1ste V van RUS Ramazanov: 1-4 W van TUR Doğan: 3-0 W van MDA Cuciuc: 5-0 halve finale: V van UKR Buslovych: 0-2 bronzen finale: V van USA Brands: 2-3        |
| Ramil Islamov      | -63kg (m)   | 17e         | groep 3: 3de V van USA Kolat: 2-6 V van IRI Talaei: knock-out |
| Ruslan Khinchagov  | -76kg (m)   | 6e          | groep 3: 1ste W van AZE Allahverdiyev: 3-2 W van RSA du Toit: 11-1 kwartfinale: V van TUR Bereket: 2-5 5-6de plek: V van KAZ Laliyev: walk-over                       |
| Ramil Islamov      | -85kg (m)   | 14e         | groep 4: 2de V van KOR Yang: 2-3 W van TUR Özen: 3-2 |
| Artur Taymazov     | -130kg (m)  | Zilver      | groep 4: 1ste W van HUN Gombos: 10-0 X van TUR Polatçı: 3-0 kwartfinale: W van USA McCoy: 11-9 halve finale: W van CUB Rodríguez: 4-0 finale: V van RUS Musulbes: 2-5 |
| Grieks-Romeins     |             |             | |
| Adkhamjon Achilov  | -58kg (m)   | 11e         | groep 1: 2de V van KOR Kim: 2-4 W van KAZ Melnichenko: walk-over |
| Bakhodir Kurbanov  | -63kg (m)   | 5e          | groep 4: 1ste W van BLR Zhuk: 6-1 W van ISR Beilin: 4-0 kwartfinale: V van GEO Chachua: 2-3 5-6de plek: W van USA Bracken: 10-0                                       |
| Ruslan Biktyakov   | -69kg (m)   | 10e         | groep 5: 2de V van JPN Nagata: 1-3 W van USA Sims: 3-0 |
| Evgeniy Erofaylov  | -76kg (m)   | 11e         | groep 6: 3de V van USA Lindland: 1-1 V van GEO Melelashvili: 0-4 W van ALG Slila: 6-0                                                                                 |
| Yury Vitt          | -85kg (m)   | 10e         | groep 6: 3de V van NOR Aanes: 1-6 V van ISR Tsitsiashvili: 0-3 W van TUN Hamba: 4-1                                                                                   |

### Zwemmen
| Olympiër                                                     | Discipline            | Resultaat | Prestatie                  |
| ------------------------------------------------------------ | --------------------- | --------- | -------------------------- |
| Ravil Nachaev                                                | 50m vrije slag (m)    | 30e       | serie 5: 1ste in 23,12     |
| Aleksandr Agafonov                                           | 100m vrije slag (m)   | 54e       | serie 3: 3de in 52,58      |
| Oleg Tsvetkovskiy                                            | 200m vrije slag (m)   | 44e       | serie 1: 1ste in 1.54,93   |
| Sergey Voytsekhovich                                         | 200m schoolslag (m)   | 46e       | serie 2: 5de in 2.30,23    |
| Ravil Nachaev                                                | 100m vlinderslag (m)  | 34e       | serie 3: 1ste in 55,21     |
| Dmitriy Tsutskarev                                           | 200m vlinderslag (m)  | 45e       | serie 1: 5de in 2.10,54    |
| Oleg Pukhnatiy                                               | 200m wisselslag (m)   | 32e       | serie 3: 2de in 2.06,01    |
| Oleg Tsvetkovskiy Oleg Pukhnatiy Ravil Nachaev Petr Vasiliev | 4x100m vrije slag (m) | DSQ       | serie 1: gediskwalificeerd |
|                                                              |                       |           |                            |
| Saida Iskandarova                                            | 50m vrije slag (v)    | 55e       | serie 4: 6de in 28,08      |
| Anastasiya Korolyova                                         | 200m schoolslag (v)   | 35e       | serie 1: 4de in 2.43,23    |
| Mariya Bugakova                                              | 100m vlinderslag (v)  | 48e       | serie 2: 6de in 1.09,94    |

Albanië · Algerije · Amerikaanse Maagdeneilanden · Amerikaans-Samoa · Andorra · Angola · Antigua en Barbuda · Argentinië · Armenië · Aruba · Australië · Azerbeidzjan · Bahama's · Bahrein · Bangladesh · Barbados · België · Belize · Benin · Bermuda · Bhutan · Bolivia · Bosnië en Herzegovina · Botswana · Brazilië · Britse Maagdeneilanden · Brunei · Bulgarije · Burkina Faso · Burundi · Cambodja · Canada · Centraal-Afrikaanse Republiek · Chili · China · Chinees Taipei · Colombia · Comoren · Congo-Brazzaville · Congo-Kinshasa · Cookeilanden · Costa Rica · Cuba · Cyprus · Denemarken · Djibouti · Dominica · Dominicaanse Republiek · Duitsland · Ecuador · Egypte · El Salvador · Equatoriaal-Guinea · Eritrea · Estland · Ethiopië · Fiji · Filipijnen · Finland · Frankrijk · Gabon · Gambia · Georgië · Ghana · Grenada · Griekenland · Groot-Brittannië · Guam · Guatemala · Guinee · Guinee‑Bissau · Guyana · Haïti · Honduras · Hongarije · Hongkong · Ierland · IJsland · India · Indonesië · Irak · Iran · Israël · Italië · Ivoorkust · Jamaica · Japan · Jemen · Joegoslavië · Jordanië · Kaaimaneilanden · Kaapverdië · Kameroen · Kazachstan · Kenia · Kirgizië · Koeweit · Kroatië · Laos · Lesotho · Letland · Libanon · Liberia · Libië · Liechtenstein · Litouwen · Luxemburg · Macedonië · Madagaskar · Malawi · Malediven · Maleisië · Mali · Malta · Marokko · Mauritanië · Mauritius · Mexico · Micronesië · Moldavië · Monaco · Mongolië · Mozambique · Myanmar · Namibië · Nauru · Nederland · Nederlandse Antillen · Nepal · Nicaragua · Nieuw-Zeeland · Niger · Nigeria · Noord-Korea · Noorwegen · Oeganda · Oekraïne · Oezbekistan · Oman · Oostenrijk · Pakistan · Palau · Palestina · Panama · Papoea-Nieuw-Guinea · Paraguay · Peru · Polen · Portugal · Puerto Rico · Qatar · Roemenië · Rusland · Rwanda · Saint Kitts en Nevis · Saint Lucia · Saint Vincent en Grenadines · Salomonseilanden · Samoa · San Marino ·  Sao Tomé en Principe · Saoedi-Arabië · Senegal · Seychellen · Sierra Leone · Singapore · Slovenië · Slowakije · Soedan · Somalië · Spanje · Sri Lanka · Suriname · Swaziland · Syrië · Tadzjikistan · Tanzania · Thailand · Togo · Tonga · Trinidad en Tobago · Tsjaad · Tsjechië · Tunesië · Turkije · Turkmenistan · Uruguay · Vanuatu · Venezuela · Verenigde Arabische Emiraten · Verenigde Staten · Vietnam · Wit-Rusland · Zambia · Zimbabwe · Zuid-Afrika · Zuid-Korea · Zweden · Zwitserland · Individuele olympische atleten